# Shannonomyia urophora
Shannonomyia urophora är en tvåvingeart som beskrevs av Alexander 1970. Shannonomyia urophora ingår i släktet Shannonomyia och familjen småharkrankar.
Artens utbredningsområde är Dominica. Inga underarter finns listade i Catalogue of Life.